# Power Play
Power Play (títol original, Makta) és una sèrie de televisió noruega estrenada al canal NRK l'octubre del 2023. Va ser creada per Johan Fasting, Silje Storstein i Kristin Grue. La sèrie consta de dotze episodis dividits en dues parts; la primera es va emetre a la tardor de 2023 i la segona a partir de gener de 2024. És una sàtira política amb ritme accelerat i humor àcid. S'ha subtitulat al català per a FilminCAT.
La sèrie va ser la guanyadora del premi a la millor sèrie a l'edició del festival Canneseries de 2023, en què també es va emportar el premi a la millor banda sonora.

## Argument
La sèrie basada en fets reals; segueix la lluita pel poder al Partit Laborista de Noruega durant la dècada del 1970 i 1980 i la història de la primera dona primera ministra del país, Gro Harlem Brundtland.